# Еловдол (Перникская область)
Еловдол (болг. Еловдол) — село в Болгарии. Находится в Перникской области, входит в общину Земен. Население составляет 173 человека.

## Политическая ситуация
Кмет (мэр) общины Земен — Димитр Симеонов Сотиров (коалиция в составе 3 партий: Национальное движение «Симеон Второй» (НДСВ), Болгарский земледельческий народный союз (БЗНС), Союз демократических сил (СДС)) по результатам выборов.